# زبان‌های جنوب آسیا
زبان‌های جنوب آسیا (انگلیسی: Languages of South Asia) دلالت بر زبان مردم جنوب آسیا دارد و این منطقه خانه چندصد زبان است.

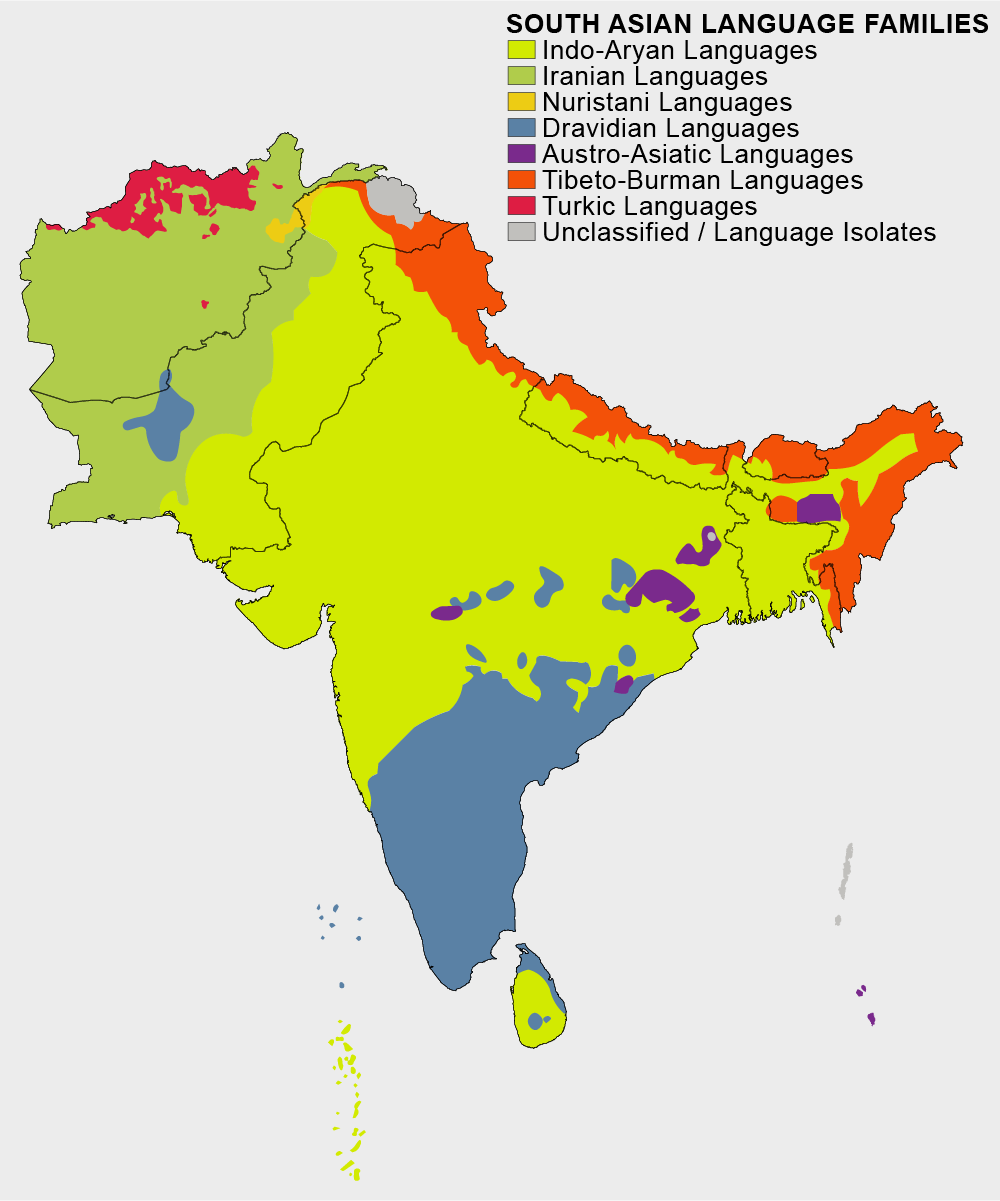
خانواده های زبانی جنوب آسیا

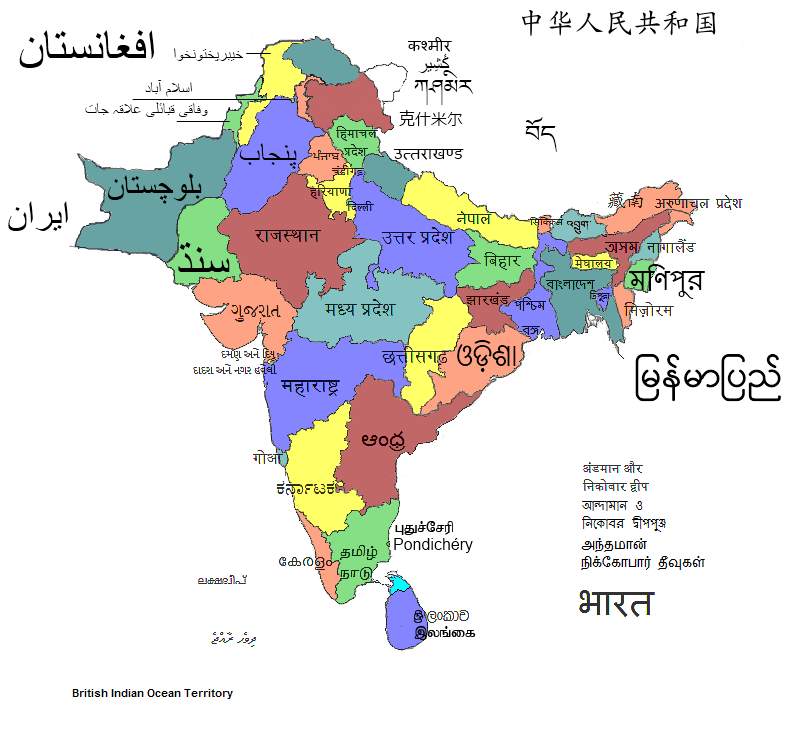
نام هر ایالت به دبیره رایج در هر ایالت نوشته شده است

## هند
بیشتر زبان‌های رایج در هند به ترتیب زبان‌های هندواروپایی (۷۴ درصد)، زبان‌های دراویدی (۲۴ درصد)، زبان‌های استرا-آسیایی (۱٫۲ درصد)، خانواده زبان‌های تبتی-برمه ای (۰٫۶ درصد) و برخی زبان‌های هیمالیایی که دسته بندی نشده اند، است. به‌طور کلی ۴۶۱ زبان زنده در هند وجود دارد.
زبان هندوستانی گسترده‌ترین زبان در هند است. سرشماری هند، گسترده‌ترین تعریف ممکن از هندی را به عنوان مجموعه گسترده ای از زبان‌های هندی را داشته‌است. گویشوران بومی (زبان مادری یا اصلی) زبان هندی حدود 39 درصد از مردم هند محاسبه شده‌است.